# Ilona Lucassen
Ilona Lucassen (Geldrop, 24 de maio de 1997 - Arnhem, 12 de junho de 2020) foi uma judoca neerlandêsa.

## Biografia
Lucassen, uma nativa de Geldrop, fazia parte da seleção nacional holandesa, com sede em Papendal, desde 2016. Durante o Campeonato Europeu Júnior de 2016 em Málaga, a atleta rompeu seus ligamentos cruzados. Após um ano de reabilitação, ela voltou ao judô competitivo em 2017.
Seu melhor resultado foi no Grande Prêmio de Judô de 2018 em Haia. Na época, ela ocupava a 78ª posição no ranking mundial e venceu Marhinde Verkerk, que era a quinto nessa lista, para ganhar a medalha de bronze. No mesmo ano, ela fez parte da equipe que ganhou a medalha de prata no Campeonato Europeu de 2018 para equipes mistas em Ecaterimburgo na Rússia. Em 2018 e 2019, ela venceu três vezes uma competição do Continental Open, em 2018 em Minsk na Bielorrússia, Glasgow no Reino Unido e em 2019 em Tallinn na Estônia.

## Morte
Lucassen morreu precocemente em 12 de junho de 2020 aos 23 anos de idade.  A atleta cometeu suicídio.